# Banqueroute (France)

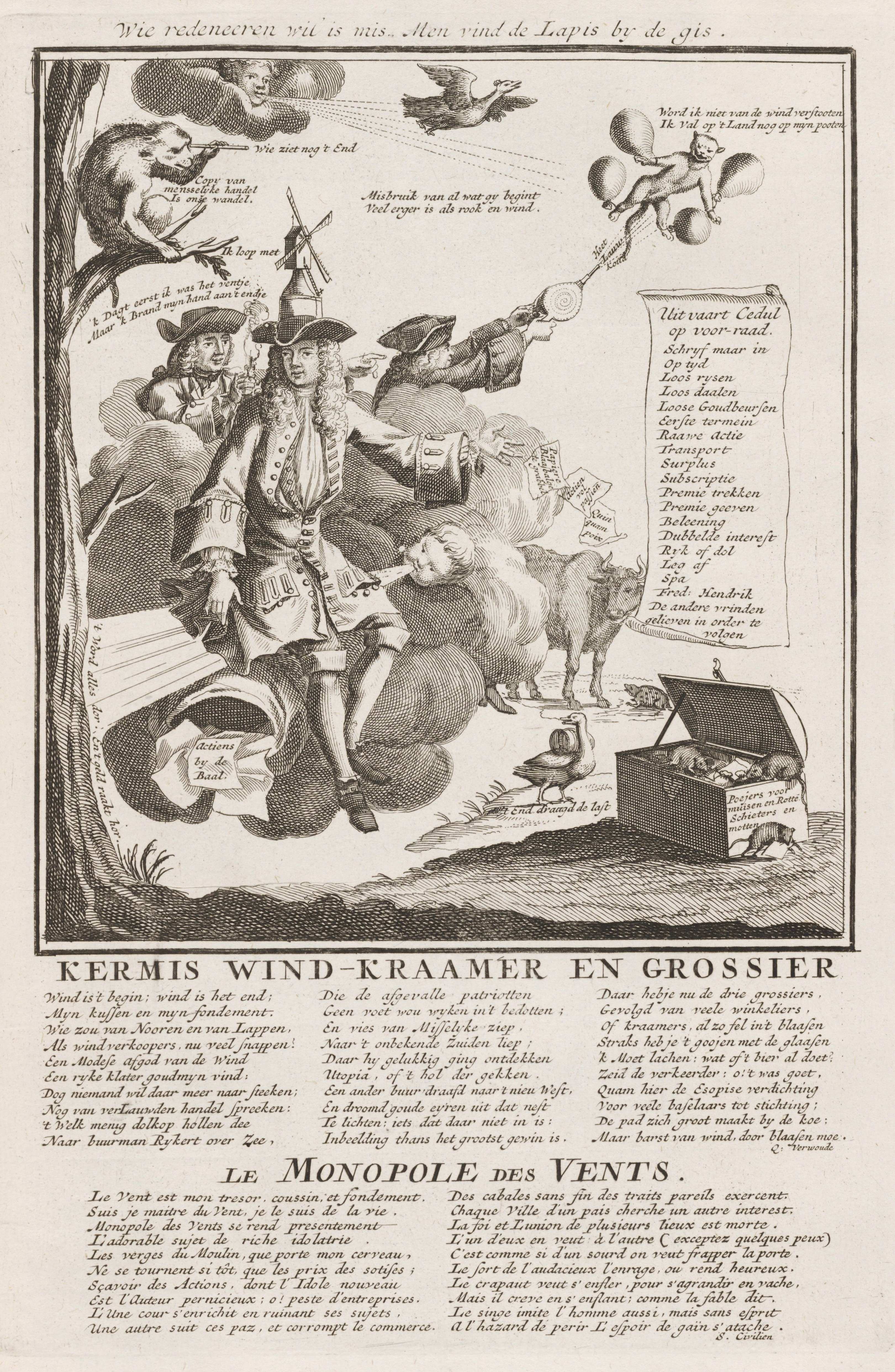
Allégorie de la banqueroute de la « Compagnie du Mississippi » (Het Groote Tafereel der Dwaasheid, 1720).

En France, la banqueroute est une infraction (délit pénal), consistant pour un commerçant, artisan, agriculteur, dirigeant de société commerciale, en des faits de gestion frauduleuse alors qu'il est en état de cessation des paiements.
Cette notion est donc distincte de celle de cessation des paiements et de faillite.

## Origine du mot et théorie juridique
Le terme banqueroute vient de l'expression italienne banca rotta (« banc cassé ») : en Italie durant l'époque médiévale, les financiers officiaient dans les marchés où ils s'installaient derrière une table de comptoir qu'on appelait à cette époque la banca (à l'origine du mot « banque ») qui leur permettait d'accueillir leurs clients et d'y négocier leurs affaires. Lorsqu'un banquier n'était plus en mesure de régler ses dettes, il était alors déclaré fallito (insolvable, en faillite) et ne pouvait plus exercer son métier. Le banquier déchu devait alors casser publiquement sa banca pour montrer aux habitants son interdiction d'exercer toute activité financière : l'expression banca rotta finit par se répandre dans le langage courant comme celle traduisant la situation d'insolvabilité d'un banquier.
L'expression déconfiture est un synonyme de banqueroute que l'on retrouve régulièrement dans les textes juridiques et législatifs.
Si on considère que le redressement judiciaire et la liquidation judiciaire font partie des aléas de la vie des affaires et ne font plus depuis longtemps[Quand ?] l'objet de sanctions pénales, il n'en est pas de même de la banqueroute, qui reste un délit et qui implique la réalisation d'un comportement frauduleux ou malhonnête. Il s'agit d'un commerçant qui, voyant que sa situation économique et financière le conduit au « dépôt de bilan » (cessation de paiements), non seulement ne tire pas les conséquences de l'état économique de son activité mais aggrave sciemment sa situation au préjudice des clients, des fournisseurs, des tiers, des salariés, etc.

## Aspects historiques
- Introduction de la notion de Banqueroute en droit français par Colbert, dans son Ordonnance sur le commerce de 1673[3].
- En 1720, le financier britannique d'origine écossaise John Law fait faillite et est accusé de banqueroute.
- En 1808, le code de commerce napoléonien consacre le terme et distingue la banqueroute simple (sans notion de faute) de la banqueroute frauduleuse.
- L'article 197 de la loi du 25 janvier 1985, relative aux procédures collectives, a refondu les textes applicables en la matière.
- En 2000 (ordonnance no 2000-912 du 21 septembre 2000), la recodification du droit commercial a entraîné la promulgation d'un nouveau Code de commerce, dans lequel furent notamment insérées les dispositions juridiques concernant la banqueroute.

## Définition juridique et cas légaux (en France)
La banqueroute est définie à l'article L 654-2 du Code de commerce (anciennement L. 626-1) :
« En cas d'ouverture d'une procédure de redressement judiciaire ou de liquidation judiciaire, sont coupables de banqueroute les personnes contre lesquelles a été relevé l'un des faits ci-après : 
- « 1° Avoir, dans l'intention d'éviter ou de retarder l'ouverture de la procédure de redressement judiciaire ou de liquidation judiciaire, soit fait des achats en vue d'une revente au-dessous du cours, soit employé des moyens ruineux pour se procurer des fonds ;
- 2° Avoir détourné ou dissimulé tout ou partie de l'actif du débiteur ;
- 3° Avoir frauduleusement augmenté le passif du débiteur ;
- 4° Avoir tenu une comptabilité fictive ou fait disparaître des documents comptables de l'entreprise ou de la personne morale ou s'être abstenu de tenir toute comptabilité lorsque les textes applicables en font obligation ;
- 5° Avoir tenu une comptabilité manifestement incomplète ou irrégulière au regard des dispositions légales. »

## Détermination du banqueroutier (les dirigeants concernés) (en France)
Selon l'article 654-1 du Code de commerce, sont susceptibles d'être considérés comme banqueroutier :
- toute personne exerçant une activité commerciale ou artisanale, tout agriculteur et toute personne physique exerçant une activité professionnelle indépendante, y compris une profession libérale soumise à un statut législatif ou réglementaire ou dont le titre est protégé ;
- toute personne qui a, directement ou indirectement, en droit ou en fait, dirigé ou liquidé une personne morale de droit privé ;
- toute personne physique agissant en tant que représentant permanent de personnes morales dirigeants des personnes morales définies au 2° ci-dessus.

Il peut s´agir depuis le 1er mars 1994 d´une personne morale (cf. article L. 654-7 du code de commerce).

## Procédure judiciaire  (en France)
En l'absence de redressement ou de liquidation judiciaire, le procureur de la République doit donc préalablement envoyer une requête au tribunal de commerce compétent aux fins d'ouverture de la procédure lorsqu'il envisage de poursuivre une personne suspectée d'avoir commis le délit de banqueroute.
La juridiction répressive peut ainsi être saisie sur la poursuite du ministère public, mais également sur constitution de partie civile auprès d'un juge d'instruction du représentant des salariés, du mandataire judiciaire (ou, lorsque celui-ci n'agit pas, de la majorité des créanciers nommés contrôleurs agissant dans l'intérêt collectif des créanciers), de l'administrateur judiciaire, du mandataire-liquidateur ou du commissaire à l'exécution du plan.
L'état de cessation des paiements doit donc être établi avant de pouvoir engager des poursuites ; cette condition permet notamment de distinguer la banqueroute de l'abus de biens sociaux. 
Le délit est prescrit à l'issue d'un délai de 3 ans. Cette période court à compter du jour du jugement d'ouverture de la procédure de redressement ou de liquidation judiciaire lorsque les faits suspectés sont apparus avant cette date.

## Sanctions (en France)
L'auteur et l'éventuel complice d'une banqueroute s'exposent chacun à une peine maximale de 5 ans d'emprisonnement et de 75 000 € d'amende (art. L. 654-3 du code de commerce).
Cette peine est portée à 7 ans d'emprisonnement et 100 000 € d'amende lorsque la personne poursuivie est un dirigeant d'une entreprise prestataire de services d'investissement (cf. article L. 654-4 du code de commerce).
Des peines complémentaires peuvent également être prononcées par le juge (cf. article L. 654-5 du code de commerce). Parmi ces sanctions peuvent notamment être citées l'interdiction d'exercer d'une profession commerciale ou industrielle ou celle de gérer une entreprise commerciale. Des peines complémentaires d´interdiction de divers droits (droits civiques, exercice de la profession, soumission à des marchés publics, etc) peuvent aussi être prononcées, et notamment la faillite personnelle de l´auteur de la banqueroute.

## Banqueroutes célèbres
- John Law en 1720.

- Banqueroute des Rohan-Guémené en 1782 (faillite personnelle).

- Banqueroute de 1797 lorsque le Directoire ne peut plus honorer la dette de l'État.

- Scandale de Panamá en 1892-1893.

- Daewoo en 1998-1999.

- Lernout & Hauspie en 1999.

- Enron en 2001.

- Worldcom en 2002-2003
- Gowex, en 2014 (faillite frauduleuse d'une société qui était cotée à Madrid et à Paris).

## La banqueroute dans la littérature

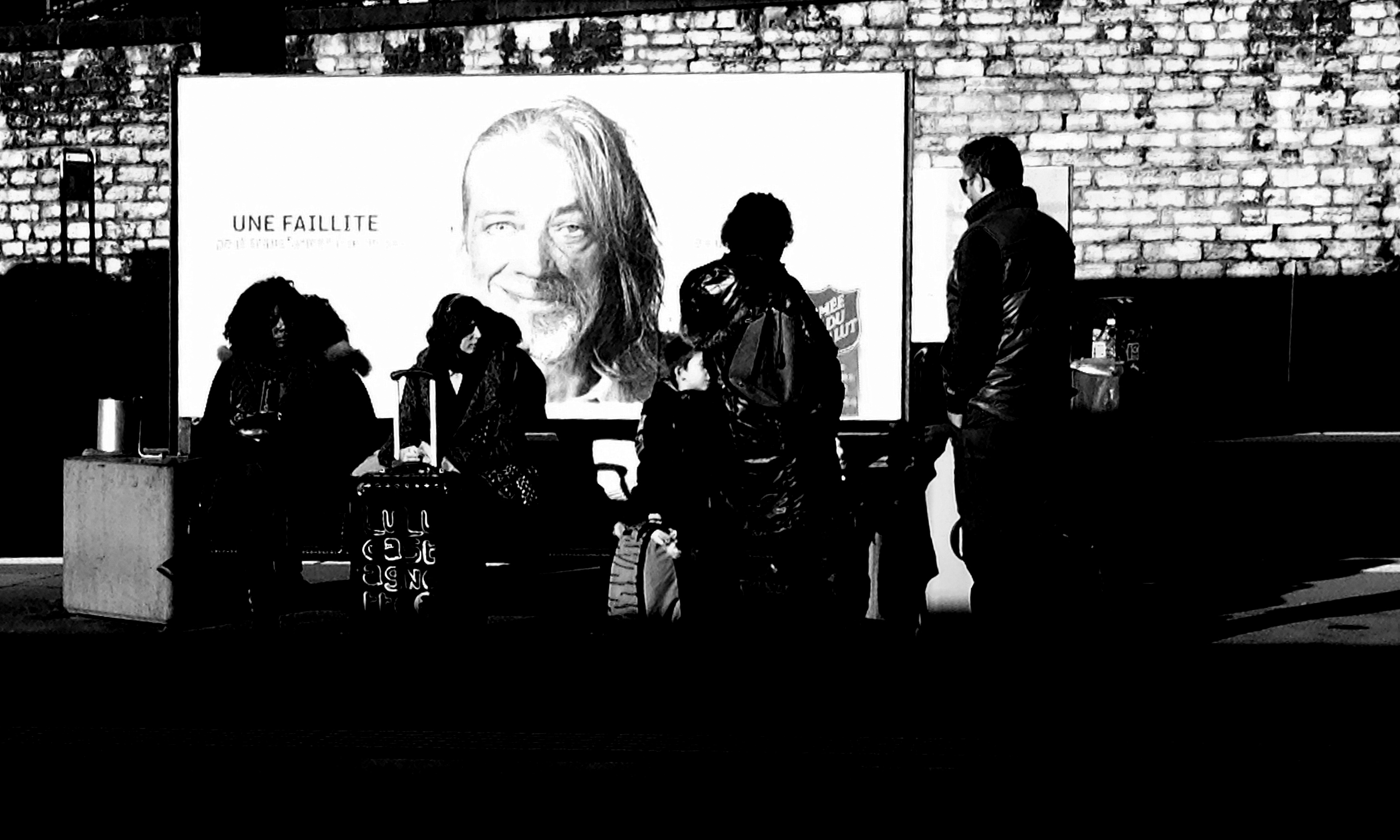
Le « failli » comme paria (pancarte de l'Armée du Salut (gare de Neuchâtel, 2011).

- Honoré de Balzac a fait de la banqueroute personnelle et de la mécanique judiciaire qui l'accompagne, l'un des thèmes centraux de César Birotteau.
- Gustave Flaubert, dans L'Éducation sentimentale, décrit la banqueroute et la déchéance sociale d'Arnoux dans la dernière partie du roman.
- Dans L'Argent, Émile Zola évoque la banqueroute de la Banque Universelle.
- Sous la direction de Thomas Morel et François Ruffin , Fakir Éditions, 100 pages,  (ISBN 978-2-36921-000-9) :  Comment la France a réglé ses dettes de Philippe Le Bel à Raymond Poincaré (en passant par Sully, Colbert, Talleyrand, etc.)